# Voile aux Jeux olympiques d'été de 1972
Navigation
Mexico 1968 Montréal 1976
Six épreuves de voile furent disputées à l'occasion des Jeux olympiques d'été de 1972, du 29 août au 8 septembre 1972 dans le port de Kiel.

## Tableau des médailles
| Rang | Pays                 | Médaille d'or | Médaille d'argent | Médaille de bronze | Total |
| 1    | Australie            | 2             | 0                 | 0                  | 2     |
| 2    | France               | 1             | 1                 | 0                  | 2     |
| 2    | Royaume-Uni          | 1             | 1                 | 0                  | 2     |
| 4    | États-Unis           | 1             | 0                 | 2                  | 3     |
| 5    | Union soviétique     | 1             | 0                 | 1                  | 2     |
| 6    | Suède                | 0             | 2                 | 0                  | 2     |
| 7    | Allemagne de l'Est   | 0             | 1                 | 0                  | 1     |
| 7    | Grèce                | 0             | 1                 | 0                  | 1     |
| 9    | Allemagne de l'Ouest | 0             | 0                 | 2                  | 2     |
| 10   | Canada               | 0             | 0                 | 1                  | 1     |

## Voiliers olympiques
C'est la première fois que tous les voiliers sont des monotypes.

Finn - Flying Dutchman - Tempest - Star - Soling - Dragon

## Résultats
| Classe          | Or                                                    | Argent                                                           | Bronze                                               |
| Dragon          | Australie John Cuneo Thomas Anderson John Shaw        | Allemagne de l'Est Paul Borowski Konrad Weichert Karl-Heinz Thun | États-Unis Donald Cohan Charles Horter John Marshall |
| Flying Dutchman | Royaume-Uni Rodney Pattisson Christopher Davies       | France Yves Pajot Marc Pajot                                     | Allemagne de l'Ouest Ullrich Libor Peter Naumann     |
| Finn            | Serge Maury                                           | Ilías Chatzipavlís                                               | Viktor Potapov                                       |
| Soling          | États-Unis Harry Melges William Bentsen William Allen | Suède Stig Wennerström Bo Knape Stefan Krook                     | Canada David Miller John Ekels Paul Côté             |
| star            | Australie David Forbes Scott Anderson                 | Suède Pelle Petterson Stellan Westerdahl                         | Allemagne de l'Ouest Wilhelm Kuhweide Karsten Meyer  |
| Tempest         | Union soviétique Valentin Mankin Vitaliy Dyrdyra      | Royaume-Uni Alan Warren David Hunt                               | États-Unis Glen Foster Peter Dean                    |